# 佐俣アンリ
佐俣 アンリ（さまた あんり、1984年 - ）は、日本の投資家。リクルート、East Venturesを経て、2012年に投資会社「ANRI」を設立。ジェネラルパートナー株式会社代表取締役。一般社団法人日本ベンチャーキャピタル協会理事。本名佐俣安理。埼玉県さいたま市浦和区出身。
投資対象は自分と同世代の起業家、自身と同じリクルート出身者など。佐俣はリクルート出身者同士が助け合う様子を華僑の助け合いにたとえた。
埼玉大学教育学部附属幼稚園、埼玉大学教育学部附属小学校、埼玉大学教育学部附属中学校、慶應義塾志木高等学校を経て、慶應義塾大学経済学部を卒業。大学では倉沢愛子の指導を受けた。

## 私生活
妻はコイニー代表の佐俣奈緒子（京都大学経済学部卒業）。

## 著書
- 『僕は君の「熱」に投資しよう』（ダイヤモンド社） ISBN 9784478108703